# Друкер, Жан-Пьер
Жан-Пьер Друкер (фр. Jean-Pierre Drucker; род. 3 сентября 1986, Сандвейлер, Люксембург) — люксембургский профессиональный шоссейный велогонщик, выступающий с 2019 года за команду Bora-Hansgrohe. Чемпион Люксембурга в индивидуальной гонке на время (2017).

## Достижения
2008
3-й - Чемпионате Люксембурга в групповой гонке (U-23)
2009
5-й Grote Prijs Stad Zottegem
9-й Мемориал Арно Валларда
10-й Флеш дю Сюд
10-й Münsterland Giro
2010
1-й на Прологе - Flèche du Sud
2-й Grote Prijs Stad Zottegem
4-й Ronde van Midden-Nederland
5-й Натионале Слёйтингспрейс
7-й Мемориал Арно Валларда
7-й Ronde van Noord-Holland
2011
6-й Grote Prijs Stad Zottegem
2012
2-й Grote Prijs Stad Zottegem
3-й Схал Селс
6-й Париж — Брюссель
7-й Омлоп ван хет Хаутланд
9-й Гран-при Пино Черами
10-й Grand Prix Criquielion
2013
3-й Чемпионате Люксембурга в групповой гонке
3-й Grand Prix d'Isbergues
5-й Тур де Еврометрополь
5-й Ronde Van Zeeland Seaports
6-й Туре Валлонии
7-й Omloop van het Houtland
2014
2-й Тур Люксембурга
4-й Дварс дор Фландерен
5-й Arnhem–Veenendaal Classic
5-й Münsterland Giro
5-й Париж — Бурж
6-й Омлоп Хет Ниувсблад
6-й Гран-при Ефа Схеренса
6-й Париж — Тур
8-й Grand Prix d'Isbergues
9-й Нокере Курсе
10-й Бенш — Шиме — Бенш
2015
1-й Лондон — Суррей Классик
2-й Чемпионате Люксембурга в индивидуальной гонке
5-й Гран-при Импанис–Ван Петегем
6-й Бенш — Шиме — Бенш
7-й Три дня Западной Фландрии
10-й Handzame Classic
2016
1-й на этапе 16 - Вуэльта Испании
1-й в Прологе - Тур Люксембурга
1-й на этапе 1 (ТТТ) - Тиррено — Адриатико
9-й E3 Харелбеке
10-й Стер ЗЛМ Тур
10-й Париж — Тур
2017
1-й  Чемпион Люксембурга в индивидуальной гонке
1-й на этапе 1 - Тур Люксембурга
1-й на этапе 4 - Тур Валлонии
1-й на этапе 1 (ТТТ) - Тиррено — Адриатико
2-й Гран-при Пино Черами
3-й Тур Пуату — Шаранта
4-й Тур Дубая
4-й Эшборн — Франкфурт
6-й Лондон — Суррей Классик
2018
2-й Тур де Еврометрополь
5-й Гран-при Пино Черами
6-й Кюрне — Брюссель — Кюрне
6-й Бенш — Шиме — Бенш
7-й Лондон — Суррей Классик
9-й Тур Дубая
2019
6-й на Омлоп Хет Ниувсблад

## Статистика выступлений

### Гранд-туры
| Гонка           | 2015 | 2016 | 2017 | 2018 |
| --------------- | ---- | ---- | ---- | ---- |
| Джиро д'Италия  | —    | —    | —    | 118  |
| Тур де Франс    | —    | —    | —    | —    |
| Вуэльта Испании | 118  | 142  | —    | —    |

| —  | Не участвовал  |
| НФ | Не финишировал |